# Варна – Черноморск
Фериботната линия Варна – Черноморск, по-рано Варна – Иличовск, е железопътна фериботна връзка между черноморските пристанищни градове Варна и Черноморск (бивш Иличовск), Одеска област, Украйна.
Създадена е с междуправителствено споразумение между НР България и Съветския съюз. В експлоатация е от 1978 година. Дължината на линията е 550 километра.
В края на 1980-те години товарооборотът в двете посоки на направлението достига 10 милиона тона. Курсират 4 специализирани двупалубни съда с вместимост 110 вагона всеки („Героите на Севастопол“, „Героите на Одеса“, „Герои Шипки“ и „Герои Плевны“).
Линията понастоящем се оперира от Фериботен комплекс Варна. Комплексът във Варна е единствено по рода си транспортно съоръжение в Европейския съюз, позволяващо превоз с руски вагони без претоварване, чрез смяна на колоосите от най-разпространеното европейско (с ширина 1435 мм) към руско (1520 мм) междурелсие.